# Zhou Daxin
Zhou Daxin (xinès: 周大新; pinyin: Zhōu Dàxīn), (1952), escriptor xinès, guanyador del Premi Mao Dun de Literatura de l'any 2008, per la novel·la «湖光山色», traduïda al francès com «Paysage de lac et de montagne » i a l'anglès com «The Light of Lake and the Color of Mountain».

## Biografia
Zhou Daxin va néixer l'any 1952 a Dengzhou a la regió de Nanyang al sud-est de la província de Henan en una família de pagesos. Després dels estudis primaris i secundaris, l'any 1970 va entrar a l'Exèrcit Popular d'Alliberament on va arribar a ocupar un lloc com a reporter militar. El 1983 va entrar a l'Institut d'Estudis Polítics de l'exèrcit i posteriorment va fer un curs de perfeccionament en literatura a l'Institut Lu Xun de Pequín.
Ha obtingut el Premi Nacional de novel·la curta els anys 1986 i 1987, el Feng Mu de l'any 2002 i el Mao Dun del 2008. 
Una part important de la seva obre es de caràcter realista, amb descripcions de les contrades, dels pobles i dels seus habitants (pagesos, soldats) de la zona de Henan.
El 2015 va publicar « Fini la chanson » (《曲终人在》) que s'ha considerat com un exemple de la “novel·la anticorrupció”.
Varies de les seves obres han estat adaptades al cinema i a la televisió. L'adaptació amb més èxit va ser la feta pel director Xie Fei, de la novel·la « Les femmes du lac aux âmes parfumées » Xianghun nü (香魂女), que va rebre l'Os d'Or del Festival Internacional de Cinema de Berlín de 1993.